# Associazione Sportiva Taranto 1961-1962
Questa pagina raccoglie le informazioni riguardanti l'Associazione Sportiva Taranto nelle competizioni ufficiali della stagione 1961-1962.

## Rosa
| N. |                   | Ruolo | Calciatore                 |
| -- | ----------------- | ----- | -------------------------- |
|    | Italia (bandiera) | A     | Pietro Biagioli (capitano) |
|    | Italia (bandiera) | C     | Umberto Buonfrate          |
|    | Italia (bandiera) | A     | Nicola Chiricallo          |
|    | Italia (bandiera) | D     | Franco Cioni               |
|    | Italia (bandiera) | C     | Antonio Colomban           |
|    | Italia (bandiera) | A     | Paolo Erba                 |
|    | Italia (bandiera) | C     | Emanuele Favia             |
|    | Italia (bandiera) | C     | Elio Letari                |
|    | Italia (bandiera) | D     | Giovanni Manzella          |
|    | Italia (bandiera) | D     | Giordano Martinelli        |

| N. |                   | Ruolo | Calciatore              |
| -- | ----------------- | ----- | ----------------------- |
|    | Italia (bandiera) | A     | Gianni Meanti           |
|    | Italia (bandiera) | A     | Giovanni Luigi Mezzetti |
|    | Italia (bandiera) | C     | Mario Navone            |
|    | Italia (bandiera) | P     | Nello Orlandi           |
|    | Italia (bandiera) | D     | Giuliano Piovanelli     |
|    | Italia (bandiera) | D     | Romano Pontrelli        |
|    | Italia (bandiera) | C     | Carlo Pozzi             |
|    | Italia (bandiera) | A     | Filippo Tasso           |
|    | Italia (bandiera) | D     | Franco Zanara           |